# Mirella van Melis
Mirella van Melis née le 8 janvier 1979 à Venhorst, est une coureuse cycliste néerlandaise. 

## Biographie
Championne du monde sur route juniors en 1997, elle reçoit cette année-là le Keetie van Oosten-Hage Trofee récompensant la meilleure cycliste néerlandaise de l'année. Elle est par la suite championne d'Europe sur route espoirs en 2001 et plusieurs fois championne des Pays-Bas sur piste.

## Palmarès sur piste
- 1995
  -  Championne des Pays-Bas de vitesse juniors
  -  Championne des Pays-Bas du 500 mètres juniors
- 1998
  -  Championne des Pays-Bas de vitesse
  -  Championne des Pays-Bas du 500 mètres
- 1999
  -  Championne des Pays-Bas de vitesse
  - 2e du championnat des Pays-Bas du 500 mètres
- 2001
  - 2e du championnat des Pays-Bas de la course aux points
  - 3e du championnat des Pays-Bas du 500 mètres
  - 3e du championnat des Pays-Bas de vitesse

## Palmarès sur route
- 1997
  -  Championne du monde sur route juniors
  -  Championne des Pays-Bas sur route juniors
- 1998
  -  Médaillée de bronze du championnat d'Europe sur route espoirs
- 2000
  - 1re étape du Holland Ladies Tour
  -  Médaillée d'argent du championnat d'Europe sur route espoirs
  - 2e de la Canberra Women's Classic
  - 2e du Tour d'Okinawa
- 2001
  -  Championne d'Europe sur route espoirs
  - 6e étape du Tour de l'Aude